# Lilignod
Lilignod est une ancienne commune française du département de l'Ain. En 1973, la commune est absorbée avec Passin par la commune de Champagne-en-Valromey.

## Histoire
En 1973, la commune est absorbée par la commune de Champagne-en-Valromey tout comme Passin. La commune obtient le statut de commune associée jusqu'en 1997 où la fusion-association est transformée en fusion simple.

## Population et société

### Démographie
| 1793 | 1800 | 1806 | 1821 | 1831 | 1836 | 1841 | 1846 | 1851 |
| ---- | ---- | ---- | ---- | ---- | ---- | ---- | ---- | ---- |
| 127  | 193  | 126  | 106  | 129  | 100  | 123  | 121  | 118  |

| 1856 | 1861 | 1866 | 1872 | 1876 | 1881 | 1886 | 1891 | 1896 |
| ---- | ---- | ---- | ---- | ---- | ---- | ---- | ---- | ---- |
| 106  | 115  | 123  | 113  | 105  | 101  | 94   | 101  | 101  |

| 1901 | 1906 | 1911 | 1921 | 1926 | 1931 | 1936 | 1946 | 1954 |
| ---- | ---- | ---- | ---- | ---- | ---- | ---- | ---- | ---- |
| 80   | 79   | 76   | 63   | 54   | 44   | 50   | 38   | 52   |

| 1962 | 1968 | - | - | - | - | - | - | - |
| ---- | ---- | - | - | - | - | - | - | - |
| 46   | 40   | - | - | - | - | - | - | - |

## Pour approfondir